# Dennis Schulp
Dennis Schulp (* 18. November 1978 in Amsterdam) ist ein niederländischer Fußballspieler.
Schulp stand beim SC Paderborn 07, einem Zweitliga-Club in Deutschland, unter Vertrag. Dort spielte er seit der Saison 2005/2006 im Sturm, nachdem er vom niederländischen Fußballclub FC Den Bosch kam. Am 27. Juli 2007 löste der SCP den Vertrag mit dem Niederländer auf.
Ein knappes halbes Jahr später unterschrieb er einen bis 2009 datierten Vertrag beim Wuppertaler SV Borussia. Nach Ablauf des Vertrages wechselte Schulp zurück in seine Heimat zu VV DOVO Veenendaal und beendete 2010 seine aktive Karriere. Bis zum Sommer 2011 war er in der Jugendarbeit von Willem II Tilburg tätig.